# Ariano nel Polesine

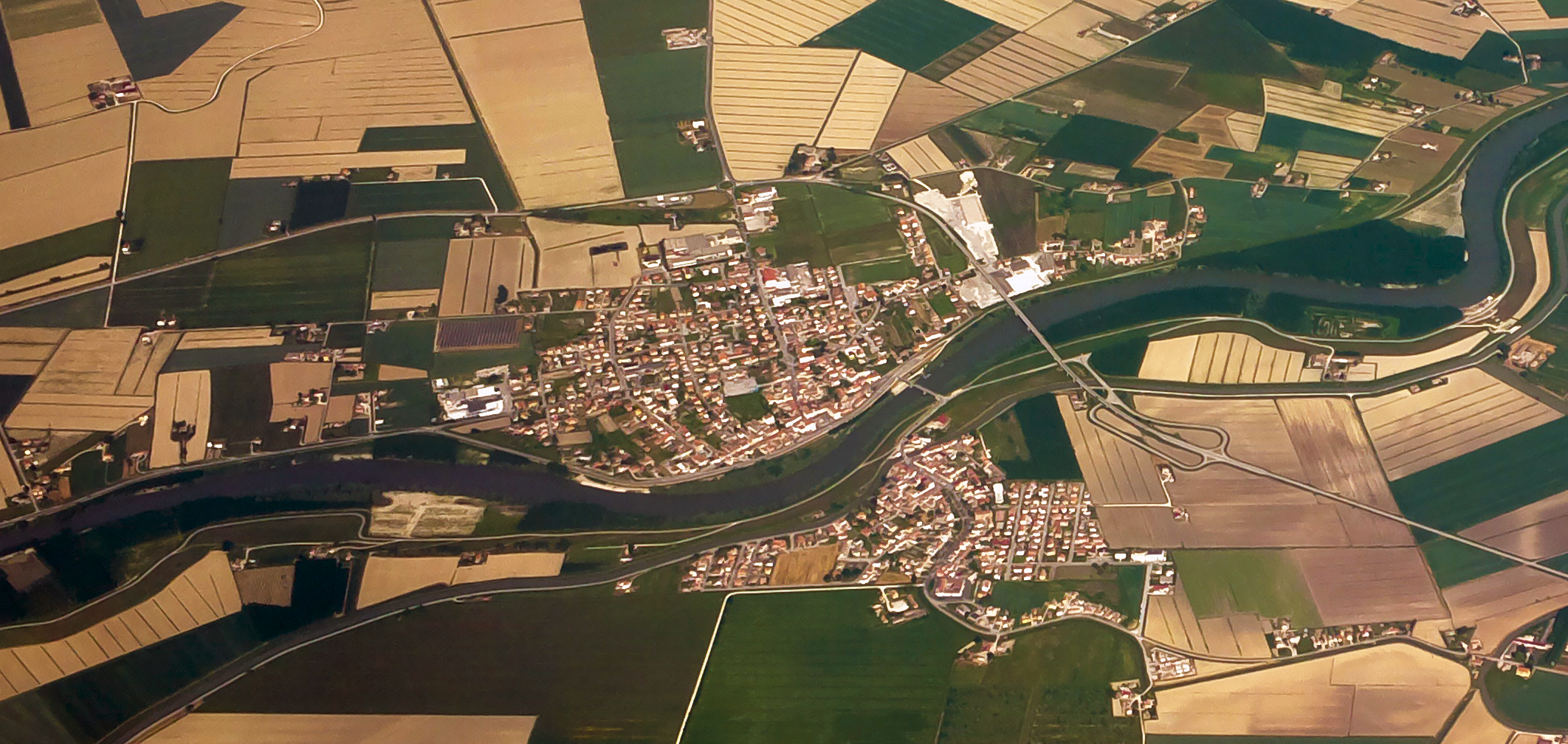
Ariano nel Polesine

Ariano nel Polesine (velenceiül Arian inte'l Połèxine) település Olaszországban, Veneto régióban, Rovigo megyében. Lakosainak száma 3870 fő (2023. január 1.). Ariano nel Polesine Riva del Po, Goro, Papozze, Taglio di Po, Corbola, Mesola és Porto Tolle községekkel határos.

## Népesség
A település népességének változása:
| Lakosok száma | 4270 | 4241 | 3870 |
|               | 2017 | 2018 | 2023 |